# Saunders Medina
El Saunders A.4 Medina fue un hidrocanoa británico construido por S.E. Saunders en East Cowes, Isla de Wight.

## Desarrollo
El Medina fue construido para el Consejo del Aire entre 1925 y 1926, y era un hidrocanoa de madera recubierto de contrachapado, propulsado por dos motores radiales Bristol Jupiter VI de 450 hp montados y suspendidos de las alas superiores. El ala superior era ligeramente más pequeña que la inferior, arriostrada mediante soportes interplanares tipo viga Warren. Tenía una tripulación de dos personas y espacio para diez pasajeros. Sólo se construyó un Medina, matriculado como G-EBMG, que voló por primera vez en noviembre de 1926. Resultó decepcionante, con mala maniobrabilidad en el agua y un casco propenso a las vías de agua. Fue retirado del servicio y desguazado en 1929.

## Especificaciones
Referencia datos: Jackson, Flight, London

### Características generales
- Tripulación: Dos
- Capacidad: 10 pasajeros
- Longitud: 14,9 m (49 ft)
- Envergadura: 17,7 m (58 ft)
- Altura: 4,9 m (16 ft)
- Superficie alar: 93,6 m² (1007,5 ft²)
- Peso vacío: 3656 kg (8057,8 lb)
- Peso cargado: 5244 kg (11 557,8 lb)
- Planta motriz: 2× motor radial de 9 cilindros refrigerado por aire Bristol Jupiter VI.
  - Potencia: 336 kW (463 HP; 457 CV) cada uno.
- Hélices: Bipala de paso fijo

### Rendimiento
- Velocidad máxima operativa (Vno): 184 km/h (114 MPH; 99 kt)
- Velocidad crucero (Vc): 145 km/h (90 MPH; 78 kt)
- Alcance: 580 km (313 nmi; 360 mi) (4 h)

## Aeronaves relacionadas

### Secuencias de designación
- Secuencia A._ (interna de Saunders): A.3 Valkyrie - A.4 Medina - A.7 Severn - A.10 - A.14 →